# 邱浙
邱浙，号厚山，江西南城人，明朝政治人物。

## 生平
嘉靖四十四（1565年）登進士，授刑部主事，升刑部郎中。萬曆三年（1575年）擔任泉州府知府。萬曆七年（1580年）擢山東按察司濟寧副使，官至廣西布政使。